# 1918 في نيوزيلندا
فيما يلي قوائم الأحداث التي وقعت خلال عام 1918 في نيوزيلندا.

## سياسة

### انتهاء فترة المنصب
- 18 فبراير – ويليام مورغان Member of the Legislative Council of New Zealand ‏.

## مواليد

### يناير
- 4 يناير – آن إيلدر[1]
- 5 يناير – روي كوان فنان نيوزيلندي.

### مارس
- 21 مارس – لويد وايت دبلوماسي نيوزيلندي.

### مايو
- 8 مايو – كاثرين بيرنت عالمة بعلوم الإنسان أسترالية.[2]
- 11 مايو – جون أوسوليفان لاعب كريكت نيوزلندي.

### يونيو
- 27 يونيو – إدغار كاين طيار مقاتل نيوزيلندي.

### يوليو
- 15 يوليو – بادي باسيت

### أغسطس
- 9 أغسطس – فرانك ريني ضابط نيوزيلندي.
- 12 أغسطس – سيد هيرست

### سبتمبر
- 21 سبتمبر – أفيس هيغز

### أكتوبر
- 4 أكتوبر – غوردون بورغس لاعب كركيت نيوزيلندي.

### نوفمبر
- 23 نوفمبر – غوردون بيسون قاضي نيوزلندي.

### ديسمبر
- 21 ديسمبر – جاك وليامز سياسي نيوزيلندي.

## وفيات

### أبريل
- 1 أبريل – الكسندر موريس (مواليد 1858) لاعب كركيت نيوزيلندي.

### يوليو
- 23 يوليو – ألبرت رولاند (مواليد 1885) منافِس أوليمبي نيوزيلندي.
- 25 يوليو – ريتشارد ترافيس (مواليد 1884)[3]

### أغسطس
- 24 أغسطس – صموئيل فورسيث (مواليد 1891)[4]

### سبتمبر
- 11 سبتمبر – إيرني دود (مواليد 1880) لاعب رغبي نيوزيلندي.

### أكتوبر
- 23 أكتوبر – هنري جيمس نيكولاس (مواليد 1891)[5]

### نوفمبر
- 28 نوفمبر – مارغريت كرويشانك (مواليد 1873) طبيبة نيوزيلندية.
- 30 نوفمبر – اريك هاربر (مواليد 1877) لاعب رغبي نيوزيلندي.

### ديسمبر
- 10 ديسمبر – فرنسيس بيتري (مواليد 1847) مهندس معماري نيوزيلندي.[6]